# Acadêmicos do Sul da Ilha
O Grêmio Recreativo Escola de Samba Acadêmicos do Sul da Ilha (ou simplesmente Acadêmicos do Sul da Ilha) é uma escola de samba brasileira da cidade de Florianópolis, em Santa Catarina.
Sediada no bairro Tapera, no sul da Ilha de Santa Catarina, a escola, vencedora do Grupo de Acesso de 2020, desfila no Grupo Especial da desfile das Escolas de Samba do Carnaval de Florianópolis desde 2023.

## História
A escola foi fundada no dia 1 de Fevereiro de 2008, por; Marcelo José Laurindo, Carlos Eduardo Laurindo, Jean Carlos Laurindo e Israel Luiz Nascimento, e tem como bairro sede a Tapera.
Com as cores azul e rosa, a Acadêmicos do Sul da Ilha foi fundada como bloco carnavalesco em 1º de fevereiro de 2008. De 2009 a 2011 fez desfiles na comunidade da Tapera. Em 2012, estreou na Passarela Nego Quirido no Grupo de Acesso de Blocos onde sagrou-se campeão.
Em 2013, desfilou novamente na comunidade por conta da não realização dos desfiles. Em 2014, foi novamente campeão no concurso de blocos, o que garantiu o direito de disputar o Grupo de Acesso de Escolas de Samba em 2015. Em 2020, foi a campeã do Grupo de Acesso, passando a fazer parte do Grupo Especial, no qual desfilou pela primeira vez em 2023 com um enredo em homenagem ao centenário do Avaí, chegando em terceiro lugar.

## Segmentos

### Presidentes
| Nome                  | Mandato   | Ref. |
| --------------------- | --------- | ---- |
| Conrado Laurindo      | 2020      |      |
| Marcelo José Laurindo | 2021-2024 |      |
| Conrado Laurindo      | 2024-2027 |      |

### Diretores/ Bateria
| Ano  | Diretor de Carnaval | Diretor de harmonia              | Mestre de bateria                     | Rainha de Bateria |
| ---- | ------------------- | -------------------------------- | ------------------------------------- | ----------------- |
| 2015 |                     | Ricardo Oliveira Gilson Ouriques | Diego Cunha                           | Michelle Santos   |
| 2016 | Marcelo Laurindo    | Ricardo Oliveira                 | Diego cunha                           | Lu Guimarães      |
| 2017 | Marcelo Laurindo    |                                  | Diego Cunha                           | Lu Guimarães      |
| 2018 | Sem Desfile         | —                                | —                                     | —                 |
| 2019 | Marcelo Laurindo    | Ricardo Oliveira                 | Diogo Nascimento                      | Morgana Matias    |
| 2020 | Marcelo Laurindo    | Gilson Ouriques Ricardo Oliveira | Diogo Nascimento                      | Andressa Ouriques |
| 2021 | Marcelo Laurindo    | Gilson Ouriques Ricardo Oliveira | Diogo Nascimento                      | Andressa Ouriques |
| 2022 | Marcelo Laurindo    | Gilson Ouriques                  | Luana Nascimento Guilherme Nascimento | Andressa Ouriques |
| 2023 | Marcelo Laurindo    | Gilson Ouriques                  | Luana Nascimento Guilherme Nascimento | Andressa Ouriques |
| 2024 | Marcelo Laurindo    | Gilson Ouriques                  | Luana Nascimento Guilherme Nascimento | Andressa Ouriques |
| 2025 | Marcelo Laurindo    | Gilson Ouriques                  | Luana Nascimento Guilherme Nascimento | Andressa Ouriques |
| 2026 | Thiago Martins      | Gilson ouriques                  | Guilherme Nascimento                  | Andressa Ouriques |

### Compositores

#### Compositores do samba-enredo
| Ano  | Nome | Ref.  |
| ---- | --- | ----- |
| 2010 | Conrado Laurindo                                                                                        |       |
| 2011 | Conrado Laurindo, Mancha do Cavaco e Sequinho do Cavaco                                                 |       |
| 2012 | Conrado Laurindo, Sequinho do Cavaco e Willian Tadeu                                                    |       |
| 2013 | Barãozinho, Conrado Laurindo, Sequinho do Cavaco e Willian Tadeu                                        |       |
| 2014 | Conrado Laurindo, Ricardo Abraham, Sequinho do Cavaco e Willian Tadeu                                   |       |
| 2015 | Bira Pernilongo, Conrado Laurindo, Ricardo Abraham e Willian Tadeu                                      |       |
| 2016 | Bira Pernilongo, Conrado Laurindo, Fred Inspiração, Ricardo Abram e Willian Tadeu                       |       |
| 2017 | Conrado Laurindo, Fred Inspiração, Ricardo Abraham e Willian Tadeu                                      |       |
| 2019 | Conrado Laurindo, Fred Inspiração, Ricardo Abraham e Willian Tadeu                                      |       |
| 2020 | Conrado Laurindo, Edson do Tamborim, Fred Inspiração, Sequinho do Cavaco e Willian Tadeu                |       |
| 2023 | Cesinha Nunes, Conrado Laurindo, Sequinho do Cavaco e Willian Tadeu                                     |       |
| 2024 | Conrado Laurindo, Fred Inspiração, Leonel Januário, Sequinho do Cavaco e Willian Tadeu                  |       |
| 2025 | Cesinha Nunes, Conrado Laurindo, Edson do Tamborim, Fred Inspiração, Sequinho do Cavaco e Willian Tadeu | [ 4 ] |

## Carnavais
| Ano                                                                  | Colocação                             | Grupo    | Enredo                                                                                | Carnavalesco                                         | Intérprete    | Ref.  |
| -------------------------------------------------------------------- | ------------------------------------- | -------- | ------------------------------------------------------------------------------------- | ---------------------------------------------------- | ------------- | ----- |
| 2010                                                                 | Desfile no bairro                     | Bloco    | Tapera, minha morada, meu lugar!                                                      |                                                      |               |       |
| 2011                                                                 | Desfile no bairro                     | Bloco    |                                                                                       |                                                      |               |       |
| 2012                                                                 | Campeã                                | Bloco    | Um romance celestial - O encontro do Sol e da Lua no carnaval                         | Willian Tadeu                                        | Nellipe Costa |       |
| 2013                                                                 | Desfile no bairro                     | Bloco    | E o mundo não acabou... será?                                                         | Willian Tadeu                                        | Nellipe Costa |       |
| 2014                                                                 | Campeã                                | Bloco    | Rebeldes, sim! E por que não?                                                         | Willian Tadeu                                        | Nellipe Costa | [ 5 ] |
| 2015                                                                 | 3º Lugar                              | Acesso   | Pintando com as tintas do tempo... Victor Meirelles, um retrato da história do Brasil | Augusto Murilo, Everton Vasconcellos e Willian Tadeu | Viny Machado  |       |
| 2016                                                                 | Vice-Campeã                           | Acesso   | Magia Cigana                                                                          | José Alfredo Beirão Filho                            | Flávio Luiz   | [ 6 ] |
| 2017                                                                 | Não houve desfiles do grupo de acesso | Acesso   | O último baile do cangaço                                                             | José Alfredo Beirão Filho                            | Flávio Luiz   |       |
| Desfile cancelado em 2018                                            |                                       |          |                                                                                       |                                                      |               |       |
| 2019                                                                 | 3º Lugar                              | Acesso   | Salve! Omi, Beijada                                                                   | Zeca Swinguinho                                      | Viny Machado  |       |
| 2020                                                                 | Campeã                                | Acesso   | O estandarte do sanatório geral vai passar                                            | Renan Paskuau                                        | Viny Machado  | [ 7 ] |
| Não ocorreram desfiles em 2021 e 2022 devido à pandemia de COVID-19. |                                       |          |                                                                                       |                                                      |               |       |
| 2023                                                                 | 3º Lugar                              | Especial | Na voz de um torcedor: Avaí, a Lenda de um Campeão                                    | José Alfredo Beirão Filho                            | Nellipe Costa | [ 8 ] |
| 2024                                                                 | 8º Lugar                              | Especial | Obaluaê, senhor da Terra e da Cura!                                                   | José Alfredo Beirão Filho                            | Nellipe Costa |       |
| 2025                                                                 | 4° Lugar                              | Especial | Os sete segredos do mar                                                               | José Alfredo Beirão Filho                            | Viny Machado  | [ 4 ] |
| 2026                                                                 |                                       | Especial | O Baile dos 100 Carnavais — O Lira é o Rei da Folia                                   |                                                      |               |       |